# Isca sullo Ionio
Isca   sullo Ionio község (comune) Olaszország Calabria régiójában, Catanzaro megyében.

## Fekvése
A megye déli részén fekszik, a Jón-tenger partján. Határai: Badolato, San Sostene és Sant’Andrea Apostolo dello Ionio.

## Története
A település alapításáról nem léteznek pontos adatok. Valószínűleg a 9. században alapították a szaracén portyázások elől menekülő sanagasi (elpusztult település) lakosok. A 19. század elején vált önálló községgé, amikor a Nápolyi Királyságban felszámolták a feudalizmust.

## Népessége
A népesség számának alakulása:

## Főbb látnivalói
- San Nicola-templom
- Santissima Annunziata-templom